# Flydende form
Flydende form er den 2. form/tilstand, som et stof kan findes i. Det er en form/tilstand, hvor materialet kan blandes med andre stoffer uden væsentlige problemer. Dog kan forskellige materialer udløse kraftige kemiske forandringer ved blanding.
Varmer man et flydende stof op til dets kogepunkt/fortætningspunkt frigøres molekylerne fra hinanden, og stoffet går over i gasform.